# تلمبه سرحدی‌ها
تلمبه سرحدی‌ها یک منطقهٔ مسکونی در ایران است که در دهستان محمدآباد (عنبرآباد) واقع شده‌است. تلمبه سرحدی‌ها ۲۸ نفر جمعیت دارد.